# 국제 어린이날

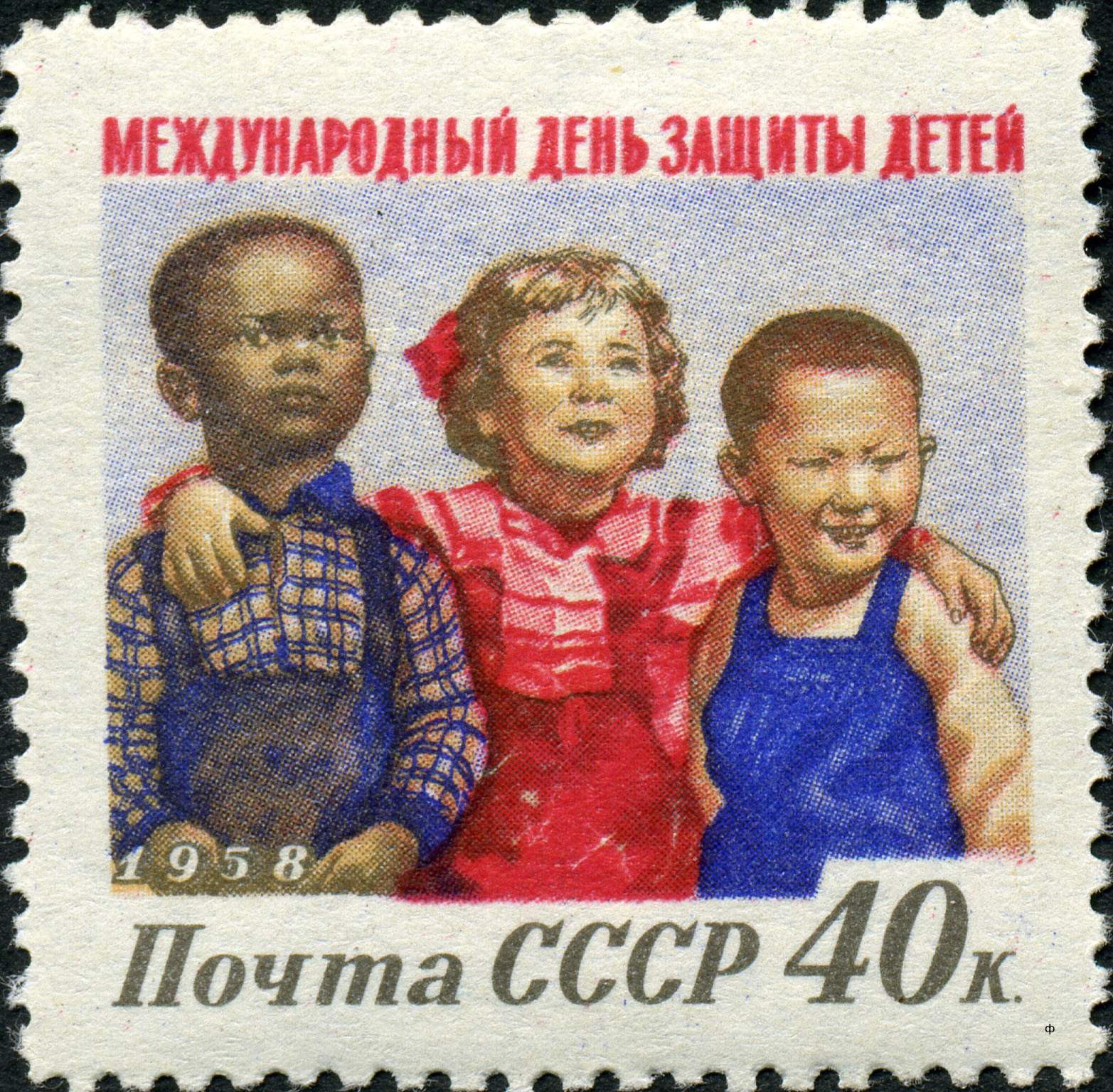
1958년 소련 기념 우표

국제 어린이날(International Children's Day, 국제아동절)은 1949년 소련에서 시작된 전 세계 40여 개 나라 기념하는 어린이와 청소년을 위한 국제 기념일이다. 1925년 스위스 제네바에서 있었던 아동 복지를 위한 세계 회의(World Conference for the Well-being of Children)에서 처음 제안되었다. 1949년 소련 모스크바에서 열린 국제민주여성연맹 회의에서 1942년 리디체 학살을 추모하는 관련 제의에서 유래했다.
1949년 11월, 국제민주여성연맹은 소련 모스크바에서 집행위원회를 열었다. 이탈리아 여성연맹의 집행위원인 엘렌 가보로초(Helen Gaborozo)는 이 자리에서 1942년 6월 10일 나치 독일에 의해 학살된 체코 리디체 마을의 88명의 어린이들과 파시스트 침략 전쟁에서 사망한 전 세계의 모든 어린이를 기리기 위해 6월 1일을 "국제 어린이날"로 제정할 것을 연맹 사무국을 대표하여 제안했다. 가보로초는 전 세계 어린이들의 생존권, 건강권, 교육권을 보장하고 어린이들의 삶의 질을 향상시키기 위해 제정되었다고 밝혔다. 1954년 6월 1일은 어린이의 권익과 학습권을 보호하고 아동 노동을 종식시키기 위해 '국제 어린이 보호의 날'(International Day for the Protection of Children)로 제정되었으며, 어린이날의 국제적인 인식이 높아졌다.
6월 1일에 어린이날을 기념하는 곳은 보통 공산주의 국가였고, 서유럽 등 대부분의 다른 국가는 다른 날에 어린이날을 기념했기 때문에 국제 어린이날은 공산주의 진영에서 만들어진 것으로 오해를 받기도 한다.

## 같이 보기
- 어린이날
- 세계 어린이날